# NGC 3924
NGC 3924 este o galaxie situată în constelația Ursa Mare. A fost descoperită în  de către William Herschel.